# Ichneumon albipes
Ichneumon albipes là một loài tò vò trong họ Ichneumonidae.